# نادي النجف
نادي النجف الأشرف الرياضي هو نادي كرة قدم عراقي محترف مقره النجف تأسس عام 1961. يلعب في دوري نجوم العراق. شارك في دوري أبطال آسيا 2007.

## تاريخ

### نادي الغري الرياضي
في عام 1960 بدأت في مدينة النجف حركة نشطة لتاسيس ناد رياضي بعد أن لمس الرياضيون انذاك حاجة المدينة إلى ناد رياضي، وضع بعض الوجهاء من رجال المدينة صيغة النظام الداخلي للنادي وقدموها إلى وزارة الداخلية وهي الجهة التي كانت مسؤولة عن اجازة الاندية الرياضية في العراق في ذلك الوقت، واقترح اسم (نادي الغري الرياضي) لهذا النادي المولود حديثا، وتألفت الهيئة المؤسسة للنادي من كل من: ناجي حسن حسوة وعلوان السفير ومكي هادي معلة وكاظم أحمد معلة وحامد توفيق النجم والدكتور عبد الكريم الكروي وورسول معلة ومجيد سعيد غائب وبرهان الحاج سعد راضي ورؤوف محمد علي قسام.
في عام 1961 وافقت وزارة الداخلية على تأسيس النادي وتألفت الهيئة الإدارية الأولى له من: ناجي حسن حسوة رئيسا ومكي هادي معلة نائبا للرئيس وعلوان السفير سكرتيرا ورسول معلة وحامد توفيق النجم أعضاء.
أول مقر للنادي كان أحد البيوت في منطقة شارع المدينة (خلف بناية اعدادية الصناعة حاليا) حيث تم استئجار قطعة أرض بمبلغ 30 دينارا سنويا، ثم انتقل مقره إلى (خان) في منطقة شارع الهاتف وبالضبط في الشارع المسمى شارع آل جريو، ثم انتقل إلى المنطقة التي يشغلها فندق زمزم حاليا في ساحة ثورة العشرين مجاور دائرة بريد النجف . وفي عام 1964 انتقل مقر النادي إلى البناية المجاورة لدائرة كمارك النجف قرب محطة وقود الكرار، قبل أن ينتقل إلى ملعب الإدارة المحلية مقره الحالي في عام 1992.
في بداية تاسيس النادي خصصت له وزارة الداخلية منحة سنوية مقدارها 60 دينارا مقسمة على قسطين، وكان النادي يعتمد على هذه المنحة والاشتراكات الشهرية التي تستحصل من اعضائه.

### نادي النجف الرياضي
في يوم 15 نيسان 1967 تاسس نادي جيد باسم نادي النجف الرياضي الذي احتضن نشاط لعبة كرة القدم واستقطب خيرة لاعبي الفرق الشعبية إلى صفوفه مثل الفريق الاهلي الذي كان يعد واحدا من ابرز الفرق الشعبية في منطقة الفرات الأوسط، واتخذ النادي مقهى اللنكراني في ساحة الميدان مقرا له، ثم انتقل مقره إلى بناية متوسة الجمهورية ثم بناية اعدادية التجارة المسائية في ساحة الميدان، قبل أن ينتقل إلى البناية المجورة لمحطة وقود الكرار (المكان الذي تقع فيه محطة الوقود الجديدة مجاور دائرة الإسعاف الفوري حايا), والذي تم بناءه بجهود أبناء النادي عبر حملات العمل الشعبي. تألفت الهيئة المؤسسة للنادي من: محمد علي البلاغي وحسين السيد سلمان وعبد الزهرة عبد الصاحب الفضلي ورؤوف كمونة ووحبيب عمران الخياط وعبد الرزاق الحبوبي ومحمدعبد الزهرة الفضلي والدكتور محمد عزيز الموسوي ومحمد جعفر الخضري. اما الهيئة الإدارية الأولى للنادي فقد ضمت كل من: محمد علي البلاغي رئيسا ومحمد عبد الزهرة الفضلي وحسين السيد سلمان وعبد الرزاق الحبوبي ورؤوف كمونه ود.محمد عزيز الموسوي ومحمد جعفر الخضري ومير علي دخيل وضباء حسن الجواهري وعبد النبي إبراهيم الصائغ.

### كرة القدم في النادي
في أوائل الستينات كانت كرة القدم تحتل مركز الثقل في نشاطات نادي الغري الذي كان له صولات وجولات في الملاعب العراقية من خلال المباريات الودية التي كان يلعبها مع الفرق الممتازة في ذلك الوقت مثل آليات الشرطة والقوة الجوية ومصلحة نقل الركاب والنادي الاثوري والكهرباء والفرقة الثالثة ومصلحة المؤانيء البصري وغيرها، رغم عدم اشتراكه في بطولات الدوري التي كانت مقتصرة على فرق العاصمة بغداد حتى موسم 73-1974 عندما تم تنظيم دوري اندية ومؤسسات القطر لأول مرة، لذلك اقتصرت نشاطات النادي على إجراء اللقاءات الودية مع الفرق البغدادية وفرق المحافظات الأخرى، بالإضافة إلى الاشت الوقت، لذلك كانت ساحة اعدادية النجف وساحة البلدية تشهد مباريات مثيرة وكبيرة بين خيرة الفرق العراقية.وكان فريق النادي يضم نخبة من اللاعبين المعروفين منهم فؤاد الصائغ ومالك فلفل وفليح حسن وعلي قاسم وعلوان منى وشاكر عبود ومحمد حسين إسماعيل (الملا)و علاء الطفيلي وقاسم غازي وعلي هادي وكامل هاني ووسعد بشبوش ومحمد جواد الصائغ ومحمد الشخص وكريم عبد الله ووعبد الأمير الشخص وعبد السادة جاسم وحمزة معيبر ومحمد رضا الاعسم ومحمد علي الطالقاني ومحمد المرشد وسعيد زاغي وجعفر عبد الرضا وسعد زيني واياد مجي وهادي حميد وعلي حسين عبد السادة ونزار سعد سياب وورسول كبة وناجي كبة وكاظم الجمالي وصالح مهدي الحنفي وهاتف خضر وهادي الجواهري وسليم زيني وغيرهم.

## المشاركات المحلية

### الدوري العراقي الممتازوكأس العراق
شاركة نادي النجف في الدوري العراقي الممتاز أول موسم له عام 1987- 88 ولقد شهد صولات وجولات توج ب3 وصافة للدوري أول سنة كانت 1995–96، و2005–06، و2008–09 وكان نادي تنافسي خصوصا مع أندية بغداد الشهيرة وزعيم أندية المحافظات.
^أحصائية مشاركة ناي النجف في الدوري العراقي الممتاز^
| نقاط | عليه | له   | خسارة | تعادل | فوز | مباريات | موسم | مركز       |
| 15   | -47  | 16   | 19    | 9     | 2   | 30      | 1988 | 16         |
| 26   |      |      |       |       |     | 26      | 1989 | 7          |
| 42   | -31  | 29   | 10    | 8     | 8   | 26      | 1990 | 8          |
| 40   | -27  | 33   | 11    | 14    | 13  | 38      | 1991 | 6          |
| 40   | -27  | 33   | 11    | 14    | 13  | 38      | 1992 | 6          |
| 66   | -72  | 78   | 23    | 26    | 20  | 69      | 1993 | 13         |
| 72   | -26  | 83   | 4     | 20    | 26  | 50      | 1994 | 4          |
| 107  | -29  | 84   | 9     | 9     | 28  | 46      | 1995 | 3          |
| 38   | -12  | 21   | 4     | 8     | 10  | 22      | 1996 | 2          |
| 59   | -26  | 52   | 7     | 5     | 18  | 30      | 1997 | 4          |
| 62   | -22  | 58   | 4     | 8     | 18  | 30      | 1998 | 4          |
| 37   | -43  | 44   | 11    | 10    | 9   | 30      | 1999 | 8          |
| 83   | -44  | 64   | 13    | 14    | 23  | 50      | 2000 | 9          |
| 52   | -16  | 31   | 8     | 7     | 15  | 30      | 2001 | 6          |
| 74   | -25  | 59   | 8     | 8     | 22  | 38      | 2002 | 5          |
| 62   | -13  | 44   | 3     | 5     | 19  | 27      | 2003 | 2 لغي      |
| 18   | -4   | 13   | 1     | 0     | 6   | 7       | 2004 | مجموعة لغي |
| 45   | -8   | 37   | 1     | 6     | 13  | 20      | 2005 | خ مجموعة   |
| 32   | -14  | 29   | 5     | 5     | 9   | 19      | 2006 | 2          |
| 43   | -17  | 37   | 2     | 4     | 13  | 19      | 2007 | 3          |
| 46   | -16  | 33   | 4     | 7     | 13  | 24      | 2008 | 5          |
| 53   | -12  | 39   | 2     | 8     | 15  | 25      | 2009 | 2          |
| 72   | -29  | 53   | 8     | 12    | 20  | 40      | 2010 | خ مجموعة   |
| 42   | -20  | 34   | 6     | 9     | 11  | 26      | 2011 | خ مجموعة   |
| 42   | -41  | 40   | 10    | 16    | 12  | 38      | 2012 | 9          |
| 37   | -43  | 34   | 16    | 8     | 10  | 34      | 2013 | 11         |
| 16   | -31  | 14   | 13    | 7     | 3   | 23      | 2014 | 15         |
| 15   | -20  | 10   | 7     | 6     | 3   | 16      | 2015 | خ مجموعة   |
| 23   | -22  | 13   | 9     | 2     | 7   | 18      | 2016 | خ مجموعة   |
| 49   | -38  | 41   | 11    | 13    | 12  | 36      | 2017 | 9          |
| 55   | -40  | 50   | 9     | 16    | 13  | 38      | 2018 | 6          |
| 44   | -43  | 41   | 12    | 17    | 9   | 38      | 2019 | 12         |
| 8    | -1   | 5    | 0     | 2     | 2   | 4       | 2020 | 4 لغي      |
| 1515 | -859 | 1236 | 261   | 303   | 415 | 1005    | 33   | 3\وصيف     |

كان لنادي النجف شرف المشاركة في بطولة كأس العراق منذ أول انطلاقة لها في موسم 1976 وحتى أخر بطولة في موسم 2003 والتي حملت الرقم 25 في سلسلة البطولات.. ولم يغب فريق النادي عن أية نسخة من البطولة التي كانت تجمع فرق الدرجات المختلفة. وكانت أول مباراة للفريق في هذه البطولة قد جرت يوم الاثنين 1 أيلول 1975 على ملعب الإدارة المحلية في النجف وانتهت بفوز نادي النجف على نادي الشباب 1-صفر سجله محمد رضا الكوفي.وأخر مباراة يوم 10 شباط 2003 على ملعب الميناء وانتهت بالتعادل بدون أهداف ضمن بطولة الكأس لموسم 2002-2003.
كان وصول النجف إلى الدور نصف النهائي هو أفضل ما حققه النجف في هذه البطولة وقد تحقق ذلك في موسم 2001-2002 لكن الفريق ودع البطولة بعد خسارته أمام نادي الطلبة، كما تأهل الفريق للدور ربع النهائي لأكثر من مرة في مواسم 81-1982 عندما كان يلعب ضمن فرق الدرجة الثانية، وموسم 89-1990 وموسم 90-1991 وموسم 96-1997 وموسم 2002-2003.لعب نادي النجف في جميع هذه البطولات 72 مباراة فاز في 35 منها وتعادل في 13 مباراة وخسر 24 مباراة.. وسجل 107 أهداف فيما دخلت مرماه 63 كرة، عدا تلك المسجلة بالضربات الترجيحية.

### بطولة أم المعارك
في عام 1991 أخذ الاتحاد العراقي لكرة القدم تنظيم بطولة خاصة لفرق المقدمة في الدوري حملت اسما سياسيا بطولة أم المعارك، وكانت تشترك فيها الفرق التي تحرز المراكز الثمانية الأولى في الدوري.. وقد سجل نادي النجف حضورا متميزا في مباريات هذه البطولة ولم يغب عن منافساتها سوى مرتين الأولى في البطولة الخامسة عام 1995 والثانية في البطولة العاشرة عام 2000.
ولعل أفضل ما حققه الفريق في هذه البطولة كان في منافسات النسخة السابعة لموسم 97-1998 حيث شق الفريق طريقه بنجاح ليحرز كأس البطولة بعد أن تغلب في المباراة النهائية على نادي الشرطة المتخم بالنجوم بأربعة أهداف مقابل لا شيء، وجرت المباراة على ملعب الشعب الدولي يوم الجمعة 6 شباط 1998 ويومها سجل أهداف النجف اللاعبون فلاح حسن وسلمان حسين (هدفين) وحيدر نجم، وقاد الفريق الكابتن ناجح حمود.
مثل الفريق في تلك المباراة الخالدة اللاعبون أحمد علي حسين لحراسة المرمي وفلاح حسن وحيدر حميد ومنير جابر وكاظم حسين للدفاع وعلي هاشم وباسم محمد وحامد رحيم وسالم حسين للوسط وسلمان حسين وحيدر نجم لخط الهجوم.

### في بطولة النصر والسلام الرابعة
دأب نادي النجف منذ أن كان فريقه الكروي يلعب في دوري الدرجة الثانية، على تنظيم بطولة كروية تشارك فيها فرق المقدمة باسم بطولة الانتصار ففي أيلول عام 1984 أقيمت البطولة الأولى، وفي عام 1986 أقيمت مباريات البطولة الثانية، ثم جرت البطولة الثالثة عام 1988.. وتوقفت البطولة حتى آب 1992 حيث أقيمت مباريات البطولة الرابعة التي تم تغيير اسمها إلى بطولة النصر والسلام والتي شاركت فيها فرق أندية النجف والشرطة والجيش والنفط وصلاح الدين والديوانية، وأستطاع فريق نادي النجف إحراز كأس البطولة بعد تغلبه في المباراة النهائية على فريق نادي الشرطة بهدفين مقابل لاشيء، وقاد الفريق في مباريات هذه البطولة الكابتن هاتف شمران.

### في كاس المحبة 2003
أحرز فريق نادي النجف بطولة كأس المحبة الأولى التي أقيمت في أربيل للفترة من 1-10 أيلول 2003 بمشاركة فرق النجف ونادي القوة الجوية ونادي أربيل ونادي السليمانية ونادي دهوك وبروسك ونادي الموصل ونادي الصناعة، بعد فوزه على فريق القوة الجوية بفارق الضربات الترجيحية في المباراة النهائية للبطولة. وكانت نتائج الفريق في مباريات البطولة الفوز على نادي دهوك 2-صفر سجلهما اللاعب عباس وحودي (هدفين)، والتعادل مع نادي السليمانية 2-2 سجلهما حاتم صاحب وعباس وحودي، والخسارة أمام القوة الجوية 1-2 سجله اللاعب قاسم جلعوط، وفي الدور نصف النهائي فاز النجف على نادي أربيل 4-3 بالركلات الترجيحية بعد أن انتهى الوقت الأصلي والإضافي للمباراة بالتعادل بهدف واحد سجله للنجف كرار جاسم، وفي المباراة النهائية تغلب النجف على القوة الجوية 4-3 بالركلات الترجيحية. ونال اللاعب عباس وحودي من نادي النجف لقب أفضل لاعب في البطولة.

## المشاركات الخارجية

### فيدوري أبطال آسيا2007
لأول مرة في تأريخه شارك نادي النجف في دوري أبطال آسيا بعد أن أحرز المركز الثاني في دوري الكرة الممتاز لموسم 2005-2006، وقدم الفريق الذي قاده المدرب عبد الغني شهد عروضا رائعة أصبحت حديث النقاد والمتابعين..لعب الفريق الأزرق في المجموعة الثالثة مع أندية الكرامة السوري ونيفتشي الأوزبكي والسد القطري، ولعب أولى مبارياته يوم 7 آذار 2007 أمام نادي نيفتشي في الكويت التي اختارها ملعبا له، وقدم الفريق مباراة كبيرة كان هو الأفضل فيها لكن لاعبوه أضاعوا عدة فرص سهلة للتسجيل ليمنحوا الفرصة للفريق الأوزبكي لتسجيل هدفا في مرماهم في الربع الأخير من المباراة بضربة حرة.وفي يوم 21 آذار 2007 حقق الفريق مفاجأة أذهلت الجميع عندما أستطاع أن يذيق نادي السد القطري هزيمة كبيرة لم يسبق لزعيم الأندية القطرية التعرض لها على أرضه وبين جمهوره حيث وضع النجفيون أربع كرات جميلة في المرمى القطري في الشوط الثاني بعد أن انتهى الشوط الأول قطريا 1-صفر ليخرج الفريق فائزا 4-1 , وسجل أهداف النجف اللاعبين عقيل محمد في الدقية 47 وسعيد محسن في الدقيقة 55 وكرار جاسم في الدقيقة 70 ثم سعيد محسن في الدقيقة 86. وفي يوم 11 نيسان 2007 حل فريق النجف ضيفا على ملعب خالد بن الوليد في حمص والذي يسمى مقبرة الفرق الآسيوية ليلعب مباراته الثالثة أمام نادي الكرامة السوري وتمكن الفريق من تقديم مباراة لا تنسى، حيث تقدم النجف بهدف جميل للاعب نبيل عباس في الدقيقة 71 , قبل أن يمنح الحكم ركلة جزاء للكرامة في الدقيقة الثانية من الوقت بدل الضائع جاء منها هدف التعادل الثمين.لكن الفريق خذل جماهيره في المباراة الثانية إمام الكرامة التي جرت في الكويت يوم 25 نيسان 2007 عندما خسر 2-4 بعد أن أنهى الشوط الأول متقدما بهدف واحد دون مقابل، ويومها سجل هدفي النجف سعيد محسن في الدقيقة 7 وكرار جاسم في الدقيقة 86 من المباراة.وفي يوم 9 آيار 2007 تعادل النجف مع فريق نيفتشي الأوزبكي بهدف واحد في المباراة التي جرت في ملعب مدينة فرغانة في أوزبكستان، وسجل هدف النجف اللاعب علي محمد في الدقيقة 60 من المباراة، وأختتم الفريق مسيرته بالفوز على نادي السد بهدف واحد مقابل لاشيء في المباراة التي جرت في الكويت يوم 23آيار 2007 سجله اللاعب سعيد محسن في الدقيقة 78 من المباراة، ليودع الفريق البطولة برصيد ثمانية نقاط. قاد الفريق في مباريات البطولة الكابتن عبد الغني شهد ومساعده حيدر نجم.

### في بطولةدوري ابطال العربالخامسة
بعد إحرازه المركز الثالث في موسم 2006-2007 أشترك نادي النجف في بطولة دوري أبطال العرب الخامسة ممثلا لالعراق مع نادي الطلبة.. وحقق الفريق نتيجة ساحقة في مباراته الأولى التي جرت يوم 17 أيلول 2007 عندما تغلب على نادي شيرازين من جزر القمر بثمانية أهداف نظيفة سجلها سهل نعيم (هدفين) وحسين كريم (هدفين) وعلي محمد وحاتم صاحب وعقيل محمد وأياد سدير، أما في مباراة الإياب التي أقيمت يوم 20 أيلول 2007 فانتهت بفوز النجف بهدف واحد مقابل لاشيء سجله سهل نعيم..وجرت المباراتين في العاصمة السورية دمشق، وفي الدور الثاني من البطولة لعب الفريق النجفي مباراتين أمام نادي الطليعة السوري، انتهت الأولى التي أقيمت على ملعب مدينة الزرقاء الأردنية لصالح نادي الطليعة بثلاثة أهداف مقابل لاشيء في واحدة من المفاجآت الكبيرة في البطولة، لكنه تعادل سلبيا مع الفريق السوري في مباراة الإياب التي أقيمت في مدينة حماة السورية ليودع الفريق منافسات البطولة.
وقد تألفت تشكيلة فريق النجف الذي قاده المدرب عبد الغني شهد ومساعده حيدر نجم من اللاعبين أحمد علي وهادي جابر وقائد سدير وجاسب سلطان وأياد سدير وعلي مجيد وحميد حمزة وضياء فالح وحيدر تالي وسهيل نعيم ونواف صلال وعامر خليف وعقيل محمد وضياء عباس وميثم حسين ويوسف براك وعلي محمد وحسين كريم وحيدر عبودي ونبيل عباس.

### في بطولة حمص الدولية
ضمن استعداداته لبطولة دوري أبطال العرب.. شارك نادي النجف في بطولة حمص الودية الدولية التي أقيمت في أيلول 2007, ولعب الفريق في المجموعة الأولى.. ابتدأ فريق النجف لقاءاته بفوز جيد على فريق جبلة السوري بهدفين مقابل هدف واحد سجلهما سهل نعيم وجاسب سلطان، وتعادل بعدها مع فريق الوثبة بدون أهداف، ثم خسر المباراة الأخيرة أمام فريق المجد بثلاثة أهداف مقابل هدف واحد سجله اللاعب علي محمد ليودع البطولة من دورها الأول.قاد الفريق في مباريات البطولة الكابتن عبد الغني شهد ومساعده الكابتن حيدر نجم.

### في بطولة القدس الدولية الرابعة
أشترك نادي النجف في بطولة القدس الدولية الرابعة التي أقيمت في بغداد عام2002بمشاركة 12 فريقا من العراق وسوريا والأردن وفلسطين، ولعب نادي النجف ضمن المجموعة الثالثة مع فرق نادي الميناء العراقي ورفح الكدمات الفلسطيني والقدس السوري، وتمكن الفريق من تصدر فرق المجموعة بعد أن فاز على القدس 6-صفر وعلى الميناء 1-صفر وعلى رفح 2-1، وفي الدور نصف النهائي تغلب على أمية السوري 4-1، ليتأهل لخوض المباراة النهائية التي جرت يوم 9 شباط 2002 أمام نادي الشرطة العراقي التي خسرها بهدف واحد مقابل لاشيء ليحتل المركز الثاني في البطولة، وقاد الفريق الكابتن ناجح حمود ومساعده عبد الغني شهد.

## ألقاب لاعبي النجف وإنجازاتهم
من حق نادي النجف أن يفتخر بحصول لاعبه المميز علي هاشم على لقب هداف الدوري العراقي في موسم 96-1997 بعد أن سجل 19 هدفا ليكون ثاني لاعب من فرق المحافظات يفوز بلقب هداف الدوري بعد أن سبقه لذلك لاعب الميناء الكبير جليل حنون في موسم 77-1978.. كما أحرز اللاعب علي هاشم لقب الهداف الثاني للدوري في موسمي 92-1993 برصيد 30 هدفا، و93-1994 بعد أن سجل 34 هدفا.كما تم اختيار لاعب نادي النجف علي هاشم كأفضل لاعب لموسم 93-1994، وهو أول لاعب من فرق المحافظات يحصل على هذا اللقب.
كما حصل حارس مرمى النجف أحمد جاسم على لقب أفضل حارس مرمى في موسم 94-1995، فيما حصل مدرب الفريق الكابتن ناجح حمود على لقب أفضل مدرب في موسم 95-1996.
ويحتل اللاعب علي هاشم لقب الهداف الأول للفريق في مباريات الدوري حيث سجل 129 هدفا خلال 15 موسما لعب خلالها مع الفريق امتدت من موسم 87-1988 وحتى موسم 2003-2004، عدا الأهداف التي سجلها في بطولة الكأس وأم المعارك والمشاركات الأخرى.

## اللاعبون
ملاحظة: تشير الأعلام إلى المنتخب بحسب قواعد الأهلية المعتمدة من قبل الفيفا؛ تنطبق بعض الاستثناءات المحدودة. وقد يحمل اللاعبون أكثر من جنسية لا تعترف بها الفيفا.
| الرقم | البلد   | المركز | اللاعب                |
| ----- | ------- | ------ | --------------------- |
| 1     | العراق  | حارس   | رضا عبدالعزيز         |
| 21    | العراق  | حارس   | سرهنك محسن            |
| 66    | العراق  | مدافع  | محمد الباقر عبدالرحمن |
| 92    | العراق  | مدافع  | ستار جبار             |
| 41    | العراق  | مدافع  | علي كاضم              |
| 15    | العراق  | مدافع  | حسين فلاح             |
| 70    | العراق  | مدافع  | علاء مهاوي            |
| 5     | توغو    | مدافع  | ماجنيم فابيريس        |
| 4     | العراق  | مدافع  | منتظر ستار            |
| 3     | العراق  | مدافع  | حمزة عدنان            |
| 14    | العراق  | مدافع  | محمد جاسم             |
| 6     | مالي    | وسط    | ماكان سامبالي         |
| 60    | السنغال | وسط    | دومنيك ميندي          |
| 77    | العراق  | وسط    | محمد زامل             |
| 11    | العراق  | وسط    | شبر علي               |
| 8     | العراق  | وسط    | طاهر حميد محسن        |
| 20    | العراق  | وسط    | امير حسن              |
| 26    | العراق  | وسط    | احمد عدنان            |
| 67    | العراق  | وسط    | حسين يونس             |
| 34    | العراق  | وسط    | حسن عيدالرزاق         |
| 69    | العراق  | وسط    | احمد محسن جابر        |
| 19    | العراق  | وسط    | يونس حمود             |
| 88    | العراق  | وسط    | محمد قاسم             |
| 57    | المغرب  | مهاجم  | ايوب الملوكي          |
| 18    | العراق  | مهاجم  | علي قاسم              |
| 27    | العراق  | مهاجم  | عمر عبدالرحمن         |
| 8     | تونس    | مهاجم  | البشير بن محمد        |
| 30    | تونس    | مهاجم  | حازم المستوري         |
| 90    | العراق  | مهاجم  | محمد داوود            |

## الطاقم الإداري

### رؤساء النادي
- ناجي حسوة
- عبد الأمير الساعدي
- علي هادي منصور
- فاضل خضير الدباغ
- علوان مهدي السفير
- محمد عبد الزهرة الفضلي
- محمد ناجي الحمداني
- محسن حسن الخالدي
- أديب مهدي هادي
- سعيد كاظم الخطاط
- محمد جواد الصائغ
- عبد الحسين صادق
- حسن فليح تويج
- محمد الفضلي
- حمود عباس حمود
- محمد الفضلي
- محمد جواد الصائغ
- صباح حسن الكرعاوي

### المدربون
- عبد الغني شهد.
- ناجح حمود.
- واثق ناجي جاسم.
- هاتف شمران.
- نصرت ناصر.
- علوان منى.
- محمد حسين إسماعيل.
- هاتف خضر.
- سعد بشبوش.
- عماد محمد.

## أبرز من مثل الفريق عبر تاريخه
- علي هاشم.
- حيدر نجم.
- عبد الغني شهد.
- صالح سدير صالح.
- احمد جاسم.
- كرار جاسم.
- حيدر عبيد.
- حسين كريم.
- سامال سعيد.
- حسن جواد.
- ياسر عبد الرزاق.
- محمد هادي.
- فلاح حسن علي.
- قيس عيسى.
- باسم محمد.
- فريد مجيد.
- علاء كاطع.
- حيدر عبودي.
- سعيد محسن.
- ازهر طاهر.
- علي سعد.
- أسامة شيال.
- علي سعد.
- محمد رضا الكوفي.
- سلمان حسين.
- ناجح حمود.
- احمد علي حسين.
- حيدر حميد.
- منير جابر.
- كاظم حسين.
- حامد رحيم.
- سالم حسين.
- عباس وحودي.
- قاسم جلعوط.
- عقيل محمد.
- نبيل عباس.
- اياد سدير.
- علي محمد.
- ضياء فالح.
- ضياء عباس.
- جاسب سلطان.
- حاتم صاحب.
- هادي جابر.
- قائد سدير.
- حميد حمزة.
- حيدر تالي.
- نواف صلال.
- عامر خليف.
- ميثم محسن.
- يوسف براك.
- جلال جعفر.
- المرحوم علي حسون.
- هيثم صبري.
- سالم حسين.
- محمد علي جعفر.
- سلمان حسين.
- محمد عبد الحسين.
- هشام خليل.
- علي مجيد.
- نعمان عباس الصراف.
- قيس محمدألخاقاني.
- المرحوم رزاق عبد يوسف.
- عبد الحسين الكرعاوي.
- محمد حسن الغريباوي.
- سامر سعيد مجبل.
- ديديي تالا نيمبو
- طاهر حميد
- محمد عبد الحسين

## الألقاب
- بطولة أم المعارك (1997–98) (1)